# Fußball-Amateurliga Bremen 1970/71
Die Fußball-Amateurliga Bremen 1970/71 war die zweiundzwanzigste Spielzeit der höchsten Amateurklasse des Bremer Fußball-Verbandes. Meister wurde wie in der Vorsaison der Polizei SV Bremen, dem außerdem der Aufstieg in die Regionalliga Nord gelang.

## Abschlusstabelle
| Platz | Verein                | Sp. | Tore  | Punkte |
| ----- | --------------------- | --- | ----- | ------ |
| 1.    | Polizei SV Bremen (M) | 28  | 81:32 | 44:12  |
| 2.    | Hastedter TSV         | 28  | 50:40 | 37:19  |
| 3.    | Werder Bremen Amat.   | 28  | 58:36 | 34:22  |
| 4.    | SG Oslebshausen       | 28  | 51:48 | 33:23  |
| 5.    | Blumenthaler SV       | 28  | 53:35 | 32:24  |
| 6.    | Eintracht Bremen      | 28  | 57:36 | 30:26  |
| 7.    | Bremer SV             | 28  | 39:46 | 30:26  |
| 8.    | AGSV Bremen           | 28  | 33:42 | 27:29  |
| 9.    | TuS Schwachhausen     | 28  | 44:47 | 25:31  |
| 10.   | Bremen 1860 (N)       | 28  | 36:43 | 24:32  |
| 11.   | SV Hemelingen         | 28  | 41:50 | 24:32  |
| 12.   | BBV Union             | 28  | 53:69 | 23:33  |
| 13.   | TSV Wulsdorf (N)      | 28  | 48:64 | 23:33  |
| 14.   | Bremerhaven 93 Amat.  | 28  | 40:68 | 19:37  |
| 15.   | SV Woltmershausen     | 28  | 34:62 | 15:41  |

(M) Meister der Vorsaison

(N) Aufsteiger

## Aufstieg und Deutsche Amateurmeisterschaft
Der Meister Bremer SV konnte sich in der anschließenden Aufstiegsrunde zur Regionalliga Nord gegen den SV Union Salzgitter, den VfL Pinneberg und den TSV Westerland durchsetzen und stieg in die Regionalliga Nord auf.
Als Bremer Vertreter nahm der Hastedter TSV an der Deutschen Amateurmeisterschaft 1971 teil und schied im Achtelfinale gegen den FSV Frankfurt aus.